# Świdno (rejon postawski)
Świdno (biał. Свідна; ros. Свидно) – wieś na Białorusi, w obwodzie witebskim, w rejonie postawskim, w sielsowiecie Duniłowicze.
Dawniej kolonia i folwark.

## Historia
W czasach zaborów w granicach Imperium Rosyjskiego.
W dwudziestoleciu międzywojennym kolonia i folwark leżały w Polsce, w województwie wileńskim, w powiecie duniłowickim (od 1926 postawskim), w gminie Duniłowicze.
Według Powszechnego Spisu Ludności z 1921 roku zamieszkiwało:
- kolonię – 308 osób, 305 było wyznania rzymskokatolickiego a 3 prawosławnego. Jednocześnie 304 mieszkańców zadeklarowali polską przynależność narodową, 1 białoruską a 3 inną. Było tu 56 budynków mieszkalnych[3]. W 1931 w 60 domach zamieszkiwało 313 osób[4].
- folwark – 9 osób, wszystkie były wyznania rzymskokatolickiego i zadeklarowały polską przynależność narodową. Był tu 1 budynek mieszkalny[3]. W 1931 w 2 domach zamieszkiwało 14 osób[4].

Miejscowość należała do parafii rzymskokatolickiej i prawosławnej w Duniłowiczach. Podlegała pod Sąd Grodzki w Duniłowiczach i Okręgowy w Wilnie; właściwy urząd pocztowy mieścił się w Duniłowiczach.
W 1938 roku folwark należał do gromady Jaśniewicze gminy Duniłowicze.